# Капитал и процент
Капитал и процент (нем. Kapital und Kapitalzins) — фундаментальное двухтомное произведение австрийского экономиста О. Бём-Баверка. Людвиг фон Мизес называл «Капитал и процент» наиболее выдающимся вкладом в экономическую теорию.

## Содержание

### Первый том
Первый том опубликован в 1884 году под названием «История и критика теорий процента» (нем. Geschichte und Kritik der Kapitalzinstheorien). Книга включает введение, заключение и 14 глав:
1. Проблема процента
2. Античные философы и канонисты как противники ссудного процента
3. Защитники ссудного процента с XVI по XVIII век. Упадок учения канонистов
4. Теория естественной производительности Тюрго
5. Проблема процента у Адама Смита. Обзор дальнейшего развития
6. Бесцветные теории
7. Теории производительности
8. Теории пользования
  1. Критика понятия пользования направления Сэя—Германна
  2. Критика понятия пользования Менгера
9. Теория воздержания
10. Трудовые теории
11. Джон Рэ
  1. Изложение
  2. Критика
12. Теория эксплуатации
  1. Робертус
  2. Маркс
  3. Учение Маркса в устах его последователей
13. Эклектики
14. Две новейшие попытки
  1. Новейшая теория естественной производительности Джорджа
  2. Видоизменённая теория воздержания Шелльвина

### Второй том
Второй том вышел в 1889 году под заглавием «Позитивная теория капитала» (нем. Positive Theorie der Kapitales). Книга содержит: предисловие, введение и 7 книг (49 глав): «Природа и концепция капитала» (6 глав); «Капитал как инструмент производства» (6 глав); «Ценность» (10 глав); «Цена» (7 глав); «Прошлое и будущее» (5 глав); «Источник процента» (10 глав); «Ставка процента» (5 глав).

## Идеи
Автор утверждает, что процент появляется ввиду того, что сегодняшние потребительские блага обмениваются на будущие, и в сущности является надбавкой к цене сегодняшних благ. Проблема состоит в выявлении причин, почему рынок обеспечивает существование такой надбавки, то есть почему люди за товары, полученные сегодня, готовы отдать большее их количество в будущем.
Бем-Баверк приводит три следующие причины существования процента на капитал.
- Ожидание, что в будущем ситуация для удовлетворения потребностей будет лучше, чем в настоящем; что в обществе всегда есть малообеспеченные люди, а также такие, которые надеются стать богаче (то есть человек берет деньги в долг под проценты потому, что рассчитывает, например, перейти на более высоко оплачиваемую работу или надеется получить наследство);
- Большинство людей не воспринимает потребление благ в будущем с такой же реальностью, как их потребление в настоящем; недооценивает будущие потребности, что вызывается:

- недостаточно развитым воображением (например, индивид не может представить себе повышения или изменения своих потребностей в будущем; не относится к изощренно мечтающим субъектам);
- недостаточной силой воли (заем денег под проценты объясняется тем, что индивиду необходимо приобрести товар именно сейчас; например, ребенок требует купить ему конфетку немедленно, не осознавая, что если немножко подождать, то можно получить целый кулек конфет);
- скоротечностью жизни и неуверенностью в завтрашнем дне (клиент одалживает деньги, надеясь, что не доживет до момента расплаты либо он сам, либо его кредитор).

- Обладание благами сегодня позволят человеку осуществлять производство с большей эффективностью, он осознает превосходство «окольных» методов производства (то есть необходимость использовать в производстве блага высших порядков, капитал).

## Переиздания и переводы
Второе, переработанное издание, вышло в 1900 году. Третье издание было напечатано в трех томах (1909—1914). Третий том включает 12 экскурсов (дополнений), содержащих ответы на критику работы.
На английский язык книга была переведена практически сразу же после издания: первый том — в 1890, второй том — в 1891 году.
На русском языке перевод второго издания первого тома книги был опубликован трижды:
- под названием «Очерки по истории политической экономии: история учений о капитале и проценте на капитал» — СПб., 1902;
- под названием «Капитал и прибыль: история и критика теорий процента на капитал» — СПб., 1909.
- Бём-Баверк, Ойген фон. Капитал и процент, 1884—1889 // Избранные труды о ценности, проценте и капитале. — М.: Эксмо, 2009. — С. 247—812. — 912 с. — (Антология экономической мысли). — 2000 экз. — ISBN 978-5-699-22421-0.